# Лорен Бертолаччі
Лорен Бертолаччі (26 січня 1985, Вікторія, Австралія) — австралійська волейболістка і тренер. Виступала на позиції зв'язуючого.

## Із біографії
У складі національної збірної Австралії з 2005 по 2015 рік провела 65 матчів. Учасниця Світового гран-прі 2014 року. Тривалий виступала в Європі, за команди з Франції, Німеччини, Іспанії і Швейцарії.
У 2015—2018 роках була головним тренером чоловічого волейбольного клуба «Люцерн». У цей час також входила до тренерського штабу збірної Австралії. У 2018 році очолила жіночу команду «Вітеос НУК». Під її керівництвом команда з Невшателя вперше в своїй історії перемогла в чемпіонаті Швейцарії і дебютувала в Лізі чемпіонів.
У 2022 році, також очолила національну команду Швейцарії. Під її керівництвом збірна вперше в своїй історії вийшла до 1/8 фіналу чемпіонату Європи-2023.

## Клуби
| Роки      | Команди                    |
| --------- | -------------------------- |
| 2005—2007 | «Валансьєнн»               |
| 2007—2009 | «Хемніц»                   |
| 2008—2011 | «Квеста Пієдра» (Тенеріфе) |
| 2011—2012 | «Дудінген»                 |
| 2012—2013 | «Зуль»                     |
| 2013—2015 | «Люцерн»                   |